# Donald Fehr
Pour les articles homonymes, voir Fehr.
Donald Martin Fehr, né le 18 juillet 1948 à Marion, Indiana, États-Unis, est un syndicaliste américain.
De 2010 à 2023, il est le directeur de l'Association des joueurs de la Ligue nationale de hockey (NHLPA).

## Biographie
Il est diplômé en droit de l'université de l'Indiana.

### Ligue majeure de baseball
Donald Fehr succède à Marvin Miller comme directeur de l'Association des joueurs des Ligues majeures de baseball (MLBPA) et occupe ce poste de décembre 1983, à décembre 2009.
Dans les années 1980, il s'oppose aux dirigeants des équipes des Ligues majeures de baseball qui font collusion entre 1985 et 1987 pour éviter d'augmenter les salaires versés aux joueurs. Sous la gouverne de Fehr, l'Association des joueurs parviendra à obtenir un dédommagement de 280 millions de dollars US, qui seront versés à ses membres.
Fehr a dirigé l'Association des joueurs durant la grève des Ligues majeures de baseball en 1994, un conflit qui fut réglé au printemps 1995, après avoir entraîné l'annulation de la fin de la saison 1994 et de la Série mondiale.
En juin 2009, Fehr annonce qu'il quittera son poste en décembre suivant. Michael Weiner lui succède.

### Ligue nationale de hockey
Directeur de l'Association des joueurs de la Ligue nationale de hockey (NHLPA) depuis 2010, Fehr est à la tête du syndicat lorsque les joueurs sont mis en lock-out peu avant la saison 2012-2013.